# کوللرتپه
کوللرتپه مربوط به دوران‌های تاریخی پس از اسلام است و در شهرستان هشترود، بخش مرکزی روستای اوشندل واقع شده و این اثر در تاریخ ۱۱ مرداد ۱۳۸۴ با شمارهٔ ثبت ۱۲۶۴۹ به‌عنوان یکی از آثار ملی ایران به ثبت رسیده است.